# Рак на кожата
Ракът на кожата (кожен карцином) е злокачествен тумор на кожата. Има три основни разновидности на кожния карцином:
- базалноклетъчен (базоцелуларен);
- плоскоклетъчен (сквамозен);
- карцином от кожните придатъци (мастни жлези, потни жлези и космени фоликули).

Съществуват множество други злокачествени образувания на кожата, които обаче не се определят като рак – меланома, различни видове саркоми и някои видове лимфоми.
Според учените около 1/3 от всички видове рак представляват рак на кожата, но една голяма част от тях (около 90% от кожния рак) може да бъдат излекувана при навременно диагностициране.
Учени от университета в Куинсленд провели изследване, което доказва, че хората с по-силно окосмяване, особено по лицето (като брада и мустаци) редуцира неблагоприятното въздействие на слънчевите лъчи върху лицето с до 30% и съответно намалява риска от онкологично заболяване по кожата. 

## Фактори
Основният фактор за развитие на рак на кожата е продължителното излагане на интензивно слънчево излъчване и произтичащата от това опасна ултравиолетова радиация.  Той се проявява по-често при хора със светъл цвят на кожата. Към кожен карцином предразполагат голям брой други фактори – карциногени (например катрани), хронични кожни язви, тежки изгаряния, арсенови съединения, тютюнопушене и др. Хората с ксеродерма много често развиват рак на кожата.

## Симптоми
Симптоми на кожния карцином са обезцветявания на кожата, поява на язви и други промени, които не заздравяват, раздразнен или зачервен участък от кожата, които дълго време не изчезва, петно, което променя размерите си, възелче с гладка повърхност, което варира по цвят 
- Базалноклетъчният карцином често представлява приповдигната, гладка, обезцветена подутина. Понякога в тумора може да проличат и малки кръвоносни съдове. Много често в центъра на образуванието възникват дребни кръвоизливи и съсиреци.
- Плоскоклетъчният кожен карцином се проявява като ясно ограничени червени петна по кожата. При по-напредналите форми се появяват твърди подутини, с различна степен на кератинизация. Ако не се открие и лекува навреме може да се развие в голяма туморна маса. Плоскоклетъчният карцином е агресивен и опасен тумор, който дава близки и далечни метастази (разсейки). Близките метастази възникват в лимфните възли, а далечните – в отдалечени вътрешни органи, включително и в мозъка. Те стават непосредствена причина за смъртта.
- Базоцелуларният карцином е локално (местно) агресивен и не дава метастази, но ако не се лекува той може да премине в базосквамозен. Последният има биологичните характеристики на плоскоклетъчния карцином.

## Лечение
Целта на лечението на рака на кожата е пълното отстраняване на рака чрез хирургически методи, прилагани от пластични хирурзи или дерматолози. Ракът се отстранява като се премахва цялата площ с ракови клетки. Ако площта е по-голяма се правят кожни присадки. Раковите заболявания на кожата могат да се лекуват и чрез:
- криотерапия – замразяване
- електродисекция – обгаряне на тъкан с електричество или химично вещество
- лъчетерапия
- локална или системна химиотерапия[3]

## Профилактика и превенция
Ако кожният рак бъде диагностициран рано в голяма част от случаите той е обратим. Проучванията показват, че над 50% от хората в глобален план никога не са посещавали специалист, дерматолог, за изясняване произхода и вида на бенките си. Някои от методите за профилактика от рак на кожата вклюват:
- Намалено излагане на вредните UV лъчи
- Използване на слънцезащитни лосиони и кремове
- Профилактични прегледи при дерматолог
- Самонаблюдение за появата на нови бенки, петна, зачервявания по кожата
- Наблюдение на появилите се бенки по метода „ABCDE“ – асиметрия, граници, цвят, диаметър, еволюция